# Казарбін Мартем'ян Васильович
Мартем'ян Васильович Казарбі́н (8 травня 1938, Верхній Мангіртуй — 19 лютого 2000, Чернівці) — український живописець; член Спілки радянських художників України з 1970 року.

## Біографія
Народився 8 травня 1938 року в селі Верхньому Мангіртуї Бичурського району (нині Бурятія, Росія). Протягом 1954—1959 років навчався в Іркутському художньому училищі у Аркадія Вичугжаніна, Степана Двойноса. 1959 року вступив до Харківського художнього інституту, а після його реорганізації у 1963—1965 роках продовжив навчання на факультеті живопису Харківського художньо-промислового інституту у Адольфа Константинопольського, Олександра Хмельницького. Дипломна робота — картина «Монтажниці» (керівник Сергій Бесєдін).
З 1965 року жив у Чернівцях; працював на Чернівецькому художньо-виробничому комбінаті. Мешкав у будинку на проспекті 50-річчя Жовтня, № 90Б, квартира № 96 та у будинку на вулиці Драгоманова, № 13, квартира № 2. Помер у Чернівцях 19 лютого 2000 року.

## Творчість
Працював у галузі станкового живопису, автор тематичних композицій, пейзажів. Серед робіт:
- «Котовський» (1962);
- «Травень 1945» (1967);
- серія «Буковинські пейзажі» (1967—1970);
- серія «За Радянську Буковину» (1960-ті);
- «Прикордонник» (1968);
- «Перша весна» (1969);
- «Портрет Героя Радянського Союзу, молодшого сержанта Івана Королькова» (1969);
- «Ленін з доповіддю на з'їзді» (1970);
- «Зима в Карпатах» (1970-ті);
- «Чекісти не здаються» (1971);
- «Чекісти не здаються» (1972);
- «Хвилина мовчання» (1974);
- «Стояти на смерть» (1975);
- «Старший сержант В. Форосюк» (1978);
- «Арешт іскровців» (1978—1979);
- «Оборона Києва. Форсування Дніпра» (1981);
- «Начальник Кельменецького районного відділення внутрішніх справ капітан Б. Твердохліб» (1982).

Брав участь у всеукраїнських виставках з 1967 року.
Деякі твори художника зберігаються у Чернівецькому художньому музеї.